# Giuseppe Tricarico
Giuseppe Tricarico (Gallipoli, 25 giugno 1623 – Gallipoli, 14 novembre 1697) è stato un compositore italiano.

## Biografia
Giuseppe Tricarico nacque a Gallipoli da una delle famiglie più famose e nobili della città. Della sua formazione adolescenziale non ci sono pervenute molte informazioni, ma probabilmente imparò a suonare l'organo e a cantare presso la Concattedrale di Sant'Agata di Gallipoli grazie a qualche sacerdote. Nel 1649 cominciò a condurre molti viaggi.
Dopo aver studiato musica a Napoli, tra gli anni quaranta e i primi anni cinquanta del seicento visse a Roma, dove pubblicò un trattato sulla musica (gran parte andato perduto) dedicato a Carlo duca di Montenero:" Concertus ecclesiastici duarum trium et quatuor vocum. Auctore Josepho Tricarico a civitate Gallipolis Romae in Academiis experto".
Nel 1654 diventò maestro della cappella dell'Accademia dello Spirito Santo a Ferrara. La sua prima opera, L'Endimione, andò in scena l'anno successivo nella stessa città.
Nel 1656 si recò a Vienna con il fratello Antonio per prestare servizio presso corte imperiale austriaca. Vi rimase solo sino al 1662, quando Pietro Andrea Ziani prese il suo posto. Grazie a questa assunzione il Tricarico acquisì molto denaro che inviò al fratello Angelo, che era tesoriera della Basilica di Gallipoli.
Non sono chiare le motivazioni per il quale egli lasciò questo prestigioso impiego, fatto sta che tornò nel proprio paese natale, ove fino alla morte si dedicò esclusivamente all'attività didattica.
Morì il 14 novembre 1697 a 75 anni. Fu sepolto nella Chiesa di San Francesco e i suoi figli cercarono di continuare la passione del padre per la musica aprendo numerose scuole nella città le quali saranno frequentate da molti illustri cittadini.

## Lavori

### Opere
- L'Endimione (A. Passarelli), (Ferrara, 1655)
- La Virtù guerriera (Aurelio Aureli), (Vienna, 1659)
- L'Almonte (Antonio Draghi), (Wien, 1661)
- La generosità d'Alessandro (Francesco Sbarra), (Vienna, 1662)
- L'Endimiro creduto Uranio (P. Russo), (Teatro San Bartolomeo di Napoli, 1670)

### Oratori e Sepolcri
- La gara della Misericordia e Giustizia di Dio, oratorio (C. Scorano), (Vienna, 14 aprile 1661)
- La fede trionfante, oratorio (Antonio Draghi), (Vienna, 6 aprile 1662) (spartito andato perduto)
- Adamo ed Eva, oratorio (Vienna, 1662)

### Musica secolare
- 4 Madrigali (per 3 voci)
- 5 Cantate per 1-2 voci
- Arie

### Musica sacra
- Concentus ecclesiastici, liber quartus, per 2-4 voci (Roma, 1649)
- Crucifixus, (3 stimmig), in Athanasius Kircher, Musurgia universalis (Roma, 1650)
- 9 mottetti
- Una messa per 8 voci